# 天才小魚郎
《天才小魚郎》（スーパーフィッシング グランダー武蔵）是《快樂快樂月刊》從1996年11月號到2000年2月號連載的釣魚漫畫，藤本信行原作、てしろぎたかし作畫。
東京電視台在1997年4月2日～9月24日的每週星期三下午5時～5時30分播出全25回的同名動畫。
動畫的續編（グランダー武蔵RV）由東京電視台在1998年4月4日～12月26日的每週星期六下午7時～7時30分播出，全39回。

## 概要
天才小魚郎是小學館和日本動畫公司合辦的跨媒體製作作品。香港版主題曲《天才小魚郎》由唐韋琪主唱。

## 簡介
风间武藏这个大城市的少年由于搬家得以与钓鱼这种运动接触，虽然是初学者，但武藏好像为钓鱼而生一样进步神速，尤其是与钓鱼界的年轻王者“奇迹吉姆”的相遇更激起了他为钓得更好而努力的热情。逐渐在钓鱼界崭露头角的武藏引起了对手的注意，但在勤于动脑的武藏的顽强精神下都败下阵来。这时传来了争夺海神钩的钓鱼比赛的消息，只要收集到7个海神钩，就可以得到天下最好的传说中的海神钩！武藏毫不犹豫地参加了比赛，但是，没有人知道在表面的平和之下隐藏着阴谋。这个比赛的背后涌动着一股暗流，原来有黑暗钓鱼界的人操纵着这场比赛，武藏的亲人和好友们相继陷入危险！武藏，你要怎么办？

## 登場人物
風間武藏（配音員：高乃麗、林丹鳳）
本故事的主角。總之就是非常喜歡釣魚。是「堂皇之王」瀧上元治的外孫。
風間岳弘（配音員：真地勇志、李錦綸）
武藏的父親。為了從鬼道集團逃走而陸續搬家。
風間鮎子（配音員：田中涼子、黃麗芳）
武藏的母親。釣魚大王：瀧上元治的女兒，有著使魚靜止的能力。（只在漫畫版登場）
大森卓（配音員：水原琳、陳卓智）
武藏的朋友。實際上釣魚資歷比武藏還要長，是個愛吃鬼。
星山澪（配音員：山野智子、梁少霞）
武藏的朋友。都市出身的大小姐，對於釣魚方面是初學者。
白瀨沙也加（配音員：岡本麻彌、袁淑珍）
武藏在學校的老師。在學校隔壁的自家裡擺滿了釣魚的書。
岩淵湖次郎（配音員：石塚堅、梁偉德）
武藏最初的對手。操著關西腔，正確來說投擲是武器。
奇蹟吉姆（配音員：辻谷耕史、蘇強文）
教武藏釣魚的人，是以真實存在的釣魚顧問田村基（愛稱「吉姆」）為原型。
B・B（配音員：田野惠、盧素娟）
武藏的夥伴亦是對手。可能是中國人。是很少見的女孩子，個性很男性化。當初是鬼道集團的四天王其中的一人，之後退出組織，幫助武藏。
血腥蘿絲瑪麗（配音員：淵崎有里子、陸惠玲）
鬼道集團的四天王其中的一人。
九鬼義隆（配音員：中田和宏、黎偉明）
鬼道集團的四天王其中的一人。
服部正次（配音員：石塚堅、鄺樹培）
武藏的朋友亦是對手。伊賀忍者的末裔。在釣魚方面使用忍術。對女性沒轍。
瀧上元治（配音員：茶風林、張炳強）
武藏的外公。有「堂皇之王」之稱的「釣魚大王」。為了避免和鬼道集團對戰而自身隱藏了起來。

## 電視動畫

### 第一季
- 脚本：藤本信行、小松崎康弘、井上敏树
- 音乐：淡海悟郎
- 钓鱼顾问：村田基
- 人物设计：加瀬政広
- 分镜：松浦锭平、大庭秀昭、藤本次、高瀬节夫、铃木轮流郎、ほか
- 作画监督：加瀬政広、冈迫亘弘、工藤征辉、野口大蔵、寺沢伸介、原宪一、高桥英吉
- 美术：千叶みどり
- 录音：早瀨博雪
- 摄影：森下成一
- 色彩设计：大平敬志
- 制片人：远藤重夫
- 动画制作：日本動畫公司
- 制作单位：東京電視台、讀賣廣告社、日本動畫公司

### 第二季
- 脚本：池田真美子、藤本信行、山下久仁明
- 音乐：淡海悟郎
- 钓鱼顾问：村田基
- 人物设计：平冈正幸、入好さとる
- 分镜：津田义三、细田雅弘、腰繁男、桥本洁 等
- 作画监督：小泉谦三、江藤柾辉、小林胜利、陈伟文、小川みずえ、高田三郎 等
- 美术：千叶みどり
- 录音：早瀬博雪
- 色彩设计：大平敬志
- ミキサー ：青木正俊
- 编集：村井秀明、浜宇津妙子
- 制片人：小林正彦
- 动画制作：日本動畫公司
- 制作：東京電視台、创通映像、日本動畫公司

### 各話列表
| 話数   | 日文標題                  | 中文標題             | 脚本                | 分鏡             | 演出       | 作画監督          | 放送日        | 收錄VHS |
| 第一季 | 第一季                    | 第一季               | 第一季              | 第一季           | 第一季     | 第一季            | 第一季        | 第一季  |
| ------ | ------------------------- | -------------------- | ------------------- | ---------------- | ---------- | ----------------- | ------------- | ------- |
| 1      | 水辺の超人                | 水邊的超人           | 藤本信行            | 鈴木孝義         | 鈴木孝義   | 岡迫亘弘          | 1997年 4月2日 | VOL.1   |
| 2      | 段々溜まりの主            | 「級級潭」的魚王     | 藤本信行            | 松浦錠平         | 松浦錠平   | 工藤柾輝          | 4月9日        | VOL.1   |
| 3      | 湖次郎とのバス対決        | 決戰湖次郎           | 藤本信行            | 辻伸一           | 藤本次郎   | 加瀬政広          | 4月16日       | VOL.1   |
| 4      | 父ちゃんとの勝負          | 與父親對決           | 藤本信行            | 大庭秀昭         | 大庭秀昭   | 寺沢伸介          | 4月30日       | VOL.1   |
| 5      | 釣りにはまったミオ        | 愛上釣魚的澪澪       | 藤本信行            | 高瀬節夫         | 高瀬節夫   | 原憲一            | 5月7日        | VOL.1   |
| 6      | スケルトンルアー          | 骷髏鈎               | 藤本信行            | 山吉康夫         | 山吉康夫   | 高橋英吉          | 5月14日       | VOL.2   |
| 7      | もっと上手くなりたい      | 更上一層樓           | 藤本信行            | 藤本次郎         | 藤本次郎   | 岡迫亘弘          | 5月21日       | VOL.2   |
| 8      | 謎の美少女BB登場          | 神秘美少女 BB 登場   | 藤本信行            | 松浦錠平         | 松浦錠平   | 工藤柾輝          | 5月28日       | VOL.2   |
| 9      | ドラゴンワームの秘密      | 飛龍鈎的秘密         | 藤本信行            | ワタナベシンイチ | 鈴木孝義   | 加瀬政広          | 6月4日        | VOL.2   |
| 10     | グランダータックル        | 王者釣竿             | 小松崎康弘          | 大庭秀昭         | 大庭秀昭   | 寺沢伸介          | 6月11日       | VOL.2   |
| 11     | 新たなるパートナー        | 新拍檔登場           | 小松崎康弘          | 高瀬節夫         | 高瀬節夫   | 野口大蔵          | 6月18日       | VOL.3   |
| 12     | メカバスに挑戦            | 挑戰機械魚           | 藤本信行            | 矢部秋則         | 矢部秋則   | 高橋英吉          | 6月25日       | VOL.3   |
| 13     | 湿原の巨大魚イトウ        | 濕地的巨大「沼鮭」   | 小松崎康弘 藤本信行 | 鈴木輪流郎       | 藤本次郎   | 岡迫亘弘          | 7月2日        | VOL.3   |
| 14     | ローズマリーの甘い罠      | 露絲瑪莉的溫柔陷阱   | 藤本信行            | 松浦錠平         | 松浦錠平   | 工藤柾輝          | 7月9日        | VOL.3   |
| 15     | かあちゃんからの伝言      | 媽媽的音訊           | 藤本信行            | 藤本次郎         | 藤本次郎   | 加瀬政広 朝倉隆   | 7月16日       | VOL.3   |
| 16     | 逃げてきたBB              | 走脫的 BB            | 藤本信行            | 石山貴明         | 松浦錠平   | 寺沢伸介          | 7月23日       | VOL.4   |
| 17     | 仲間っていいな            | 友情真可貴           | 藤本信行            | 高瀬節夫         | 高瀬節夫   | 野口大蔵          | 7月30日       | VOL.4   |
| 18     | 最高のプレゼント          | 最佳禮物             | 藤本信行            | 芹川有吾         | 西本由紀夫 | 高橋英吉          | 8月6日        | VOL.4   |
| 19     | バスが見えない            | 失去感應力           | 小松崎康弘          | 鈴木輪流郎       | 鈴木輪流郎 | 岡迫亘弘          | 8月13日       | VOL.4   |
| 20     | 白銀の騎士GT              | 白銀騎士“G.T.”       | 井上敏樹            | 松浦錠平         | 松浦錠平   | 工藤柾輝          | 8月20日       | VOL.4   |
| 21     | 南海のGT対決              | 南海的 G.T. 對決     | 井上敏樹            | 藤本次郎         | 藤本次郎   | 加瀬政広 朝倉隆   | 8月27日       | VOL.5   |
| 22     | 巨大シーバスを狙え        | 挑戰「巨澗魚」       | 藤本信行            | 大庭秀昭         | 大庭秀昭   | 寺沢伸介          | 9月3日        | VOL.5   |
| 23     | 鮭を救え                  | 救救鮭魚             | 藤本信行            | 高瀬節夫         | 高瀬節夫   | 野口大蔵          | 9月10日       | VOL.5   |
| 24     | 元治じいちゃんの教え      | 「釣魚王中王」的教誨 | 池田眞美子          | 矢部秋則         | 渡辺正彦   | 高橋英吉          | 9月17日       | VOL.5   |
| 25     | 鬼道VS武蔵最後の死闘      | 鬼道對武藏最後之戰   | 藤本信行            | 鈴木輪流郎       | 鈴木輪流郎 | 加瀬政広 朝倉隆   | 9月24日       | VOL.5   |
| 第二季 |                           |                      |                     |                  |            |                   |               |         |
| 1      | 聖なる封印ギガブレード!   | 神聖封印, 魚光金刃   | 藤本信行            | 鈴木孝義         | 山崎友正   | 小泉謙三          | 1998年 4月4日 | VOL.1   |
| 2      | 小さなうらぎりもの        | 小小背叛者           | 池田眞美子          | 大庭秀昭         | 石川敏浩   | 工藤柾輝          | 4月11日       | VOL.1   |
| 3      | 待ちうける危険な罠!       | 危機處處的險地       | 藤本信行            | 大町繁           | 大町繁     | 小林勝利          | 4月18日       | VOL.1   |
| 4      | 正次、絶体絶命!           | 正次九死一生         | 池田眞美子          | 高瀬節夫         | 腰繁男     | 陳偉文            | 4月25日       | VOL.1   |
| 5      | カールVS水の勇者          | 加倫決戰水勇者       | 藤本信行            | 新田義方         | 石橋すすむ | アベ正巳          | 5月2日        | VOL.2   |
| 6      | ミオちゃんの危機          | 澪澪, 千鈞一髮       | 池田眞美子          | 津田義三         | 津田義三   | 小泉謙三          | 5月9日        | VOL.2   |
| 7      | 聖なる湖での決戦          | 神聖湖的大決戰       | 藤本信行            | 石川敏浩         | 石川敏浩   | 工藤柾輝          | 5月16日       | VOL.2   |
| 8      | 水の勇者を釣り上げろ!     | 戰勝水勇者           | 池田眞美子          | 細田雅弘         | 大町繁     | 小林勝利          | 5月23日       | VOL.2   |
| 9      | ギガブレードを追いかけろ! | 奪回魚光金刃竿       | 藤本信行            | 腰繁男           | 腰繁男     | 陳偉文            | 5月30日       | VOL.3   |
| 10     | BBとの再会                | 再遇 BB              | 池田眞美子          | 遠藤克巳         | 石崎すすむ | 小川みずえ        | 6月6日        | VOL.3   |
| 11     | 青龍門の戦い              | 青龍門大決戰         | 池田眞美子          | 津田義三         | 津田義三   | 小泉謙三          | 6月13日       | VOL.3   |
| 12     | 意外な強敵                | 意料之外的強敵       | 藤本信行            | 石山タカ明       | 石川敏浩   | 工藤柾輝          | 6月20日       | VOL.3   |
| 13     | 心のポイント              | 精神分數             | 山下久仁明          | 天川五月         | 天川五月   | 小川夏美          | 6月27日       | VOL.4   |
| 14     | 朱雀門の戦い              | [朱雀門]之戰         | 池田眞美子          | 腰繁男           | 腰繁男     | 陳偉文            | 7月4日        | VOL.4   |
| 15     | 九鬼Jrの策略              | 小九鬼的策略         | 山下久仁明          | 遠藤克巳         | 山内富夫   | 小川みずえ        | 7月11日       | VOL.4   |
| 16     | 傷ついたBB                | 受傷的 BB            | 池田眞美子          | 細田雅弘         | 宮崎一哉   | 小泉謙三          | 7月18日       | VOL.4   |
| 17     | デビルレジェンダー        | 魔鬼邪鈎             | 藤本信行            | 吉川浩司         | 石川敏浩   | 工藤柾輝          | 7月25日       | VOL.5   |
| 18     | 武蔵VSBB                  | 武藏對 BB            | 藤本信行            | 腰繁男           | 腰繁男     | 陳偉文            | 8月1日        | VOL.5   |
| 19     | 玄武の門                  | 玄武之門             | 山下久仁明          | 鈴木卓夫         | 鈴木卓夫   | 新谷憲            | 8月8日        | VOL.5   |
| 20     | 飛龍波VS水龍波            | 飛龍波對水龍波       | 藤本信行            | 細田雅弘         | 真野玲     | 竹島照子          | 8月15日       | VOL.5   |
| 21     | 謎の美少女マーリン        | 神秘美少女瑪蓮       | 藤本信行            | 津田義三         | 山内富夫   | 小川みずえ        | 8月22日       | VOL.6   |
| 22     | ニフルヘイムの巨人        | 尼夫希母的巨人       | 池田眞美子          | 石川敏浩         | 石川敏浩   | 工藤柾輝          | 8月29日       | VOL.6   |
| 23     | ギャラル滝の老人          | 加留瀑布的老人       | 山下久仁明          | 腰繁男           | 腰繁男     | 陳偉文            | 9月5日        | VOL.6   |
| 24     | 裏切られた心              | 被出賣的感受         | 藤本信行            | 鈴木卓夫         | 鈴木卓夫   | 新谷憲            | 9月12日       | VOL.6   |
| 25     | 古代文字の秘密            | 古代文字之謎         | 池田眞美子          | 細田雅弘         | 岡崎ユキオ | 竹島照子          | 9月19日       | VOL.7   |
| 26     | カールの決意              | 加倫的決意           | 池田眞美子          | 小林孝志         | 雄谷将仁   | 福島喜晴 藤岡正宣 | 9月26日       | VOL.7   |
| 27     | シャハラニからの招待状    | 沙哈來尼的邀請咭     | 藤本信行            | 石川敏浩         | 石川敏浩   | 工藤柾輝          | 10月3日       | VOL.7   |
| 28     | フェアプレイ              | 體育精神             | 藤本信行            | 腰繁男           | 腰繁男     | 陳偉文            | 10月10日      | VOL.7   |
| 29     | 天使の翼を持つ魚          | 如天使展翅的魚       | 池田眞美子          | 鈴木卓夫         | 鈴木卓夫   | 新谷憲            | 10月17日      | VOL.8   |
| 30     | ライバルの資格            | 做對手的資格         | 池田眞美子          | 津田義三         | 岡崎ユキオ | 竹島照子          | 10月24日      | VOL.8   |
| 31     | 最後のトマホーク          | 最後的斧頭魚王       | 池田眞美子          | 福本潔           | 福本潔     | 福島喜晴 藤岡正宣 | 10月31日      | VOL.8   |
| 32     | ゴッドレジェンダー        | 超天海神鈎           | 池田眞美子          | 石川敏浩         | 石川敏浩   | 工藤柾輝          | 11月7日       | VOL.8   |
| 33     | 巨大遺跡の謎              | 巨大遺蹟之謎         | 藤本信行            | 津田義三         | 腰繁男     | 陳偉文            | 11月14日      | VOL.9   |
| 34     | おせっかいなやつら        | 好管閒事的人         | 藤本信行            | 津田義三         | 高島信三郎 | 工藤柾輝          | 11月21日      | VOL.9   |
| 35     | 乾いた湖                  | 乾涸的湖             | 池田眞美子          | 細田雅弘         | 細田雅弘   | 平岡正幸          | 11月28日      | VOL.9   |
| 36     | 目覚めた怪魚              | 甦醒的怪魚           | 池田眞美子          | 福本潔           | 福本潔     | 福島喜晴 藤岡正宣 | 12月5日       | VOL.9   |
| 37     | 黄金の戦士                | 黃金戰士             | 池田眞美子          | 津田義三         | 石川敏浩   | 工藤柾輝          | 12月12日      | VOL.10  |
| 38     | 甦った悪魔                | 甦醒的惡魔           | 藤本信行            | 津田義三         | 腰繁男     | 陳偉文            | 12月19日      | VOL.10  |
| 39     | 伝説を継ぐ者達            | 傳說的承繼者         | 藤本信行            | 津田義三         | 高島信三郎 | 平岡正幸          | 12月26日      | VOL.10  |